# Friedrich Naumann
Friedrich Naumann (25. března 1860, Störmthal – 24. srpna 1919, Travemünde) byl německý evangelický teolog, liberální politik a spoluzakladatel umělecké skupiny Deutscher Werkbund. Je po něm pojmenovaná nadace Friedrich-Naumann-Stiftung für die Freiheit, která je blízká FDP.

## Biografie
Friedrich Naumann vystudoval evangelickou teologii v Lipsku a v Erlangenu, od roku 1886 se živil jako protestantský pastor. V politice zastával ideje sociálního liberalismu a propagoval spojenectví mezi liberály a sociálními demokraty.
V době první světové války se proslavil spisem Mitteleuropa (1915), který propagoval spojení států střední Evropy pod vedením Německa. Usiloval především o hospodářskou integraci a přestože byl německým nacionalistou, v jeho představách Mitteleuropy měly mít všechnny národnosti zaručeny kulturní a jazyková práva. S jeho plány nesouhlasili agresivnější nacionalisté, kteří měli představu o připojení Rakousko-Uherska k Německu.
Po první světové válce se stal prvním předsedou Deutsche Demokratische Partei a členem výmarského národního shromáždění. Byl členem výboru, který měl připravit návrh ústavy Výmarské republiky.